# 원 천순제
원 천순제(元天順帝, 1320년 ~ 1328년, 재위: 1328년 10월 3일 ~ 11월 14일)은 대원의 제7대 황제이자 몽골 제국의 제11대 카안(재위:1328년 10월 3일 ~ 11월 14일)이다. 시호는 덕효황제(德孝皇帝)이지만, 그가 폐위가 되어서 연호였던 천순(天順)을 따서 천순제라고 부르며 소제(少帝), 폐제(廢帝), 유주(幼主)라고도 한다. 본명은 라기바흐(Рачибаг) 또는 라기바하(Рагибаха) 또는 아라기박(몽골어: ᠷᠠᠴᠠᠪᠠᠭ
ᠷᠠᠵᠠᠪᠠᠭ Ragibaγ, 한국 한자: 阿剌吉八 야라길팔, 티베트어: ར་ཁྱི་ཕག Ra khyi phag)이다. 아버지는 원 태정제 예순 테무르, 어머니는 대원에서 대대로 황후를 배출한 콩기라트 오복의 바부칸 카툰이다. 다른 이름은 아리길팔(阿里吉八), 아속길팔(阿速吉八)이다.
1328년 8월 15일 부황 태정제가 갑자기 죽자 그해 10월 3일 원나라의 황제로 즉위했으나, 10월 16일 킵차크출신 엘테무르가 정변을 일으켜 무종 카이산의 아들 토그 테무르를 추대하고 1개월간 교전하였으나 패하고 체포되었다. 이후의 행적은 미상이다.

## 생애

### 어린 시절
라기바흐는 1320년 당시 진왕 예순테무르와 그의 정비 옹기라트부 출신 바부칸 카툰의 장남으로 태어났으며 생일은 전하지 않는다. 원사, 원사연의 등에는 세 명의 남동생의 이름이 전하지만 친형제 여부는 알 수 없다.
원나라 세조 쿠빌라이 카안의 4대손으로, 증조부는 친킴이고, 할아버지는 진왕 카말라였고, 할머니는 옹기라트부 출신 부얀케르미시였다. 라기바흐는 옹기라트부 출신 태자로 즉위한 마지막 황제가 된다.
원사에는 천순제의 이름에 대해 원사 태정제 본기에는 황자 아라기박(阿速吉八)을 황태자로 세웠다(皇子阿速吉八為皇太子)고 하는 한편, 원사의 종실세계표에는 그의 이름을 황태자 아리기박(阿里吉八)이라 전한다. 티베트어 사서 홍사(红史)에 의하면 그의 이름은 라키파그(ར་ཁྱི་ཕག)로 전한다. 라기바흐는 산스크리트어로는 보호(rakirbagg)를 뜻하고, 티베트어로는 양, 개, 돼지를 뜻한다. 몽골의 사서 몽골원류(蒙古源流)에는 그의 이름을 라지바흐(ᠷᠠᠽᠢᠪᠠᠭ) 또는 라가바크(ᠷᠠᠴᠠᠪᠠᠭ)로도 기록된다. 중국의 문헌에는 그의 이름을 간혹 아속길팔(阿速吉八)로도 나오는데 아랄길팔(阿剌吉八)의 오류로 추정된다.
1323년 8월 4일 옹기라트부 권신 테무데르(鐵木迭兒)의 의붓아들 어사대부 테그시(鐵失), 친투무르 등이 아수드 내에서 알란인 출신 병사들을 이끌고 상도에서 대도로 향하던 시데발라 게겐 칸과 바이주 등을 남파에서 암살했다. 테크시와 일부 왕공족들은 라기바흐의 아버지 예순 테무르와 사전 연락을 하고 있었고, 9월 4일 아버지 예순 테무르는 몽골고원에서 대칸으로 즉위하였다.
이듬해 4월 14일 라기바흐는 황태자에 책봉되었다.

### 짧은 집권과 퇴출
라기바흐의 아버지인 예순테무르가 상도(上都)에서 1328년 음력 7월 10일(8월 15일) 갑자기 돌연사하였다. 일설에는 진종 예순테무르의 죽음은 암살로 보기도 한다. 무슬림 출신 좌승상(左丞相) 다울리트 샤가 임시로 조정을 장악하고, 음력 8월 30일(10월 3일) 라기바흐 태자는 상도 황궁에서 중서좌승상 다울라트 샤(倒刺沙), 요왕 토토, 양왕 친이 등에 의해 원나라 황제로 즉위하였다. 연호는 천순(天顺)으로 개원하였다.
하지만 8월에는 원나라의 겨울 수도인 대도(大都)에서 킵차크한국(欽察汗國)의 친위군 사령관 엘 테무르(燕鐵木兒), 장군 라드나시르 등이 반란을 일으키고, 정권 소외에 불만을 품고 변방에 있던 무종 카이산의 측근 군벌들도 이에 호응하여 협력했다. 다울리트 샤는 타시 테무르를 중서우승상, 양왕 옹샨(Ванчан)을 평장정사에 임명하고, 중서우승상 타시 테무르를 군 사령관으로 임명하여 교전을 준비했다. 같은달 엘 테무르의 군대는 대도를 공격, 중서우승장 타시 테무르의 군대를 격파하고, 타시 테무르는 투항했다. 라기바흐가 즉위한 같은 달 음력 9월 13일(10월 16일)에 예순테무르를 반대하는 일파는 무종(武宗)의 차남인 회왕(懷王) 투그테무르(圖帖睦爾)를 대도에서 옹립하여, 천순제에 대립하는 황제로 즉위시켰다.
반란군이 무종 카이산의 장남 쿠살라 대신 차남인 투그 테무르가 황제로 즉위한 것은 쿠살라가 당시 알타이산맥 너머 차가타이 한국에 머물렀기 때문이었다. 천순제의 장군 아시드케빈 장군과 그의 사위 반친의 군대, 다울리트 샤의 군대는 모두 엘테무르 군대에 패배하였고, 아리가박 군대의 부카 테무르 장군, 내몽골을 다스리던 제왕(齊王) 오루크 테무르(月魯帖木兒)는 모두 엘테무르에게 투항하였다. 토그 테무르는 랴오둥반도에서 오는 친 아기라박 군대가 여러 갈래로 나뉘어서 대도로 오는 것을 모두 격파했다. 천순제는 상도로 이동했지만 결국 토그 테무르와 엘테무르의 추격을 받았다.
다울리트 샤와 무슬림 군대 및 테무게 옷치킨의 5대손 요왕(遼王) 토크토아(脫脫)의 군대가 상도를 방어했지만, 엘테무르의 군대에 밀렸다.
1328년 11월 상도 조정은 반군 엘 테무르를 저지 하려고 했으나 패배하고 말았다. 그해 11월 14일 엘테무르에게 포섭된 제왕(齊王) 오루크 테무르 등이 군사를 이끌고 상도를 공격, 요왕 토크토아를 전사시키고 황궁을 점령했다. 오루크 테무르 군대는 다울리트 샤를 사로잡고, 황제의 옥쇄를 탈취했다. 이후 라기바흐의 행방은 미상이다. 티베트계 사서 홍사에 의하면 칭기즈 칸의 동생 주치 카사르의 5대손인 요왕 오루크 테무르가 황제를 살해했다 한다.

### 사후
11월 14일 좌승상 다울라트 샤는 즉결 처형되었고 대부분의 몽골고원파 인사 및 무슬림 인사들은 엘 테무르 등에 의해 처형당했다. 라기바흐의 행방을 아는자는 아무도 없었다. 원사, 원사연의에서는 그를 황제로 인정하지 않고 황태자로만 기록된다. 몽골 황금사에도 그의 이름이 칸으로 등장하지 않았다. 티베트계 사서 홍사(红史)에 의하면 엘 테무르가 그를 죽이고 1개월간 통치했다는 설이 있다. 티베트계 사서에서는 그가 40일을 집권했다는 기록이 등장한다.
천순제 라기바흐의 행적은 알려져 있지 않다. 시호는 덕효황제로 추서되었다가 곧 추탈되었다. 쿠데타로 폐위되어 묘호는 없고, 그의 연호를 따서 천순제라 부른다. 신원사에는 태정제기 후반에 소제(少帝)로 간략하게 언급한다. 원 문종 투그 테무르는 그의 아버지 진종 태정제, 할아버지 현종 카말라를 방계의 찬탈자로 규정하고 종묘에서 출향시켰다.

## 가족 관계
- 조부 : 추존황제 현종(顯宗) 카말라
- 조모 : 추존황후 선의숙성황후(宣懿淑聖皇后) 콩기라트씨
- 아버지 : 제6대 황제 진종(晋宗) 예순 테무르
- 어머니 : 바부칸 대카툰 콩기라트씨

## 기년
| 천순제      | 원년            |
| ----------- | --------------- |
| 서력 (西曆) | 1328년          |
| 간지 (干支) | 무진(戊辰)      |
| 연호 (年號) | 천순(天順) 원년 |

## 같이 보기
- 원나라의 황제
- 몽골의 칸 목록
- 천력지변